# Tamni vodik
Tamni vodik je stanje vodika na prijelazu između plina i metala. Po osobinama je između običnog i metalnog vodika. Zove ga se tamnim jer ne odražava niti isijava svjetlost u vidljivom dijelu spektra. Druga mu je osobina sposobnost emitiranja topline i niske razine elektriciteta, što se smatra mogućim objašnjenjem sposobnosti oblikovanja planetnog magnetskog polja.
Vjerojatno postoji i u prirodi, prije svega unutar plinovitih divova. Smatra se da rješenje pitanja modela transformacije vodika kao plina u metalni vodik unutar nebeskih tijela može dati odgovor na pitanje kako se plinoviti divovi rješavaju viška topline, a generiraju magnetsko polje.
Znanstvenici smatraju da bi tamni vodik mogao postojati nešto dublje unutar plinovitih divova, na pola puta između površine i jezgre.
23. veljače 2005. znanstvenici su otkrili prošireno područje VIRGOHI21, koja je u potpunosti od neutralnog vodika (HI), u skupu Djevice.